# Кушмурунська селищна адміністрація
Кушмуру́нська селищна адміністрація (каз. Құсмұрын кенттік әкімдігі, рос. Кушмурунская поселковая администрация) — адміністративна одиниця у складі Аулієкольського району Костанайської області Казахстану. Адміністративний центр та єдиний населений пункт — селище Кушмурун.
Населення — 6795 осіб (2021; 9915 у 2009, 9288 у 1999, 11151 у 1989).
Станом на 1989 рік існувала Кушмурунська селищна рада (смт Кушмурун, селища Річний, Убаган), село Кірова перебувало у складі Чернігівської сільської ради. Село Річне було ліквідоване 2013 року, село Кірова — 2019 року.

## Склад
До складу округу входять такі населені пункти:
| Населений пункт  | Старі назви | Населення, осіб (1989) | Населення, осіб (1999) | Населення, осіб (2009) | Населення, осіб (2021) |
| ---------------- | ----------- | ---------------------- | ---------------------- | ---------------------- | ---------------------- |
| Кірова, село     | -           | 672                    | 633                    | 232                    | -                      |
| Кушмурун, селище | -           | 10189                  | 8591                   | 9633                   | 6795                   |
| Річне, село      | -           | 71                     | 64                     | 50                     | -                      |
| Убаган, селище   | -           | 219                    | -                      | -                      | -                      |